# Mayo-Kebbi Ouest
Mayo-Kebbi Ouest (West-Mayo-Kebbi) ist eine Provinz des Tschad und entspricht dem südwestlichen Teil der vormaligen Präfektur Mayo-Kebbi. Ihre Hauptstadt ist Pala. Im Jahr 2009 hatte die Provinz eine Einwohnerzahl von 564.470.

## Geographie
Mayo-Kebbi Ouest liegt im Südwesten des Landes und grenzt an Kamerun. Benannt ist die Provinz nach dem Fluss Mayo Kebbi. In der Verwaltungsregion liegen der Sena-Oura-Nationalpark und das 1350 km² große Wildtierreservat Binder-Léré.

## Untergliederung
Mayo-Kebbi Ouest ist in drei Départements untergliedert:
- Lac Léré (Hauptort Léré)
- Mayo Binder (Hauptort Binder)
- Mayo Dallah (Hauptort Pala)

Das Département Mayo-Binder wurde am 4. September 2012 aus dem Département Lac Léré ausgegliedert.

## Bevölkerung
Ethnien in Mayo-Kebbi Ouest sind die Mundang, Peul und Ngambay sowie in Mayo-Binder die Fulbe.

## Wirtschaft
Die Bevölkerung in Mayo-Kebbi Ouest lebt hauptsächlich von Subsistenzwirtschaft, Viehzucht, Fischerei und Baumwollanbau.